# Michael Richards (historiador)
Michael Richards (n. 21 de noviembre de 1961) es un historiador e hispanista británico, profesor en la Universidad del Oeste de Inglaterra (Bristol). Alumno de Paul Preston, que fue supervisor de su tesis, ha sido destacado por su producción historiográfica sobre la historia contemporánea de España, en concreto sobre la guerra civil y la represión.

## Obras
Autor
- — (1998). A Time of Silence: Civil War and the Culture of Repression in Franco's Spain 1936-1945. Cambridge y Nueva York: Cambridge University Press.[7]
- — (2013). After the Civil War: Making Memory and Re-making Spain since 1936. Cambridge: Cambridge University Press.[8]

Coeditor
- The Splintering of Spain: Cultural History and the Spanish Civil War, 1936–1939. Chris Ealham y Michael Richards (Eds.). Nueva York: Cambridge University Press. 2005.[9][n. 1]

Artículos en castellano
- — (2001) [1996]. «Guerra civil, violencia y la construcción del franquismo».  En Paul Preston, ed. La República asediada. Hostilidad internacional y conflictos internos durante la Guerra Civil [The Republic Besieged: Civil War in Spain, 1936-1939]. Edición de bolsillo. Barcelona: Ediciones Península. pp. 313-373. ISBN 84-8307-400-1.